# 1992年冬季残疾人奥林匹克运动会美国代表团
1992年冬季残疾人奥林匹克运动会美国代表团是美国派出的1992年冬季残疾人奥林匹克运动会代表团。获得20枚金牌、16枚银牌和9枚铜牌。